# Monofluorure de chlore
Le monofluorure de chlore est un composé chimique de formule ClF. C'est un gaz incolore qui demeure stable même à température élevée. Il se condense à −100 °C en un liquide jaune pâle. Ses propriétés sont souvent intermédiaires entre celles du fluor et du chlore.
Le monofluorure de chlore est un agent fluorant polyvalent pouvant agir sur les métaux et les non-métaux pour produire un fluorure en libérant du chlore :
W + 6 ClF → WF6 + 3 Cl2
Se + 4 ClF → SeF4 + 2 Cl2
Il peut également former des composés chlorofluorés, par addition sur une double liaison (voire une triple liaison) ou par oxydation :
CO + ClF → 